# Maison Wallblake
La Maison Wallblake est une ancienne plantation de sucre et une annexe du musée du patrimoine située à The Valley, à Anguilla. Construit en 1787 par Will Blake, planteur de sucre, il s’agirait de la plus ancienne structure de l’île. Bien que détruit par les Français à la fin des années 1790, elle a été reconstruite par les Britanniques et est aujourd'hui entièrement restauré. Son complexe regroupant les cuisines, les écuries et son quartier d'esclaves sont intacts. L'église Saint-Gérard est située à proximité et comprend un plafond en forme de coque de bateau,,.
Elle est l'une des dix maisons patrimoniales de The Valley qui a été rénovée en sept ans et achevée en 2004. Le Wallblake Trust a obtenu le soutien de l’Église catholique, de nombreux passionnés locaux et d'ONG. C'est la seule maison de plantation ayant survécut à Anguilla,.

## Historique
Le nom « Walblake » est probablement une distorsion de Valentine Blake, dont la propriété est mentionnée dans un acte des années 1690. La date de construction, 1787, est indiquée sur une vieille brique de l'aile nord de la cuisine. Le premier événement historique survenu dans la maison a été l'invasion française de cette île par Victor Hugues en 1796, lorsque la Maison Wallblake a vu un « Anguillais estropié », connu sous le nom de Hodge, se réfugier dans sa cave. Cependant, il n'a pas pu échapper aux soldats français qui l'ont attrapé et exécuté, puis ont détruit sa propriété. Son exécution a également provoqué une réaction de la part des Anguillais lors de l'exécution des prisonniers de guerre français qui avaient été détenus dans l'ancien palais de justice de Crocus Hill. Cependant, les Français ne réussirent pas leur effort d’invasion, les Anguillais de la région se battirent avec courage et furent soutenus par le navire britannique HMS Lapwing, qui arriva sur les lieux. Après cet incident, le domaine de Wallblake fut reconstruit. Le planteur Valentine Blake a été propriétaire de la maison pendant un certain temps.
Dans les années 1800, quand Anguilla a connu une sécheresse sévère, le domaine a eu recours à des cultures rentables telles que le sucre et le coton sur une superficie de 97 acres (39 ha), mais sans grand succès, comme dans les autres plantations anguillaises. Par la suite, le domaine a connu plusieurs propriétaires. Dans les années 1900, Carter Rey, un riche baron des affaires, acheta le domaine à la famille Lake et, ensuite, appartint à son frère cadet, Frank Rey. En 1959, le Marie Rey Lake, qui s'est converti au catholicisme, fit don de la maison à l'Église catholique, qui en est toujours propriétaire. Elle fut louée au ministère du Tourisme en 1978 pour une période de rénovation. Après l'expiration du bail, la maison a été restituée à l'Église catholique et fait actuellement office de presbytère,.
Lilli Azevedo, archéologue et membre du Heritage Trail Committee, a prévu de faire des expositions sur les découvertes archéologiques de la Fountain Cavern relatives à l'archéologie amérindienne d'Anguilla.

## Architecture
La maison, dont les fondations sont en pierre, dispose d'un toit en bois dur guyanais recouvert de bardeaux. La structure originale a été construite avec des pierres taillées qui ont probablement été apportées de East End ou même de l'Île Scrub. Le mortier de chaux destiné à l’assemblage a été fabriqué à partir d’un mélange de corail brûlé et de coquilles avec des mélanges de mélasse et de marne. Le bois d'origine a été conservé dans les étages supérieurs.
Le bâtiment a été restauré dans son architecture et ses couleurs d'origine. Les dessins élégants et décoratifs qui existaient dans le bâtiment d'origine ont été entièrement conservés.

## Propriété
Elle dispose d'une boulangerie et d'une citerne. Des Yucca gloriosa sont présents sur la propriété.

## Tourisme
Située derrière une clôture blanche, la Maison Wallblake est maintenant une maison privée et un logement pour le prêtre de l'église Saint-Gérard, même si elle sert également d'annexe du musée, ainsi que de lieu pour des expositions d'art. L’aéroport international Clayton J. Lloyd d'Anguilla, juste au sud de la maison, était connue auparavant comme étant l'« aéroport de Wallblake ».